# Медаль Маттеуччі
Медаль Маттеуччі (італ. Medaglia "Matteucci") — медаль, яку присуджує італійська Національна академія наук (Академія Сорока) (італ. Accademia nazionale delle scienze detta dei XL) ученим-фізикам (як італійський, так і іноземним) за фундаментальний внесок у прогрес науки. Названа на честь вченого і політика Карло Маттеуччі. Королівським указом від 10 липня 1870 року було схвалено отримання Італійським науковим товариством (la Società Italiana delle Scienze) пожертвування від Карло Маттеуччі для заснування премії.

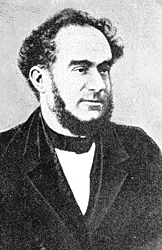
Карло Маттеуччі
(1811-1868)

## Лауреати медалі Маттеуччі
- 1868 — Герман фон Гельмгольц
- 1875 — Анрі Віктор Реньо
- 1876 — Вільям Томсон
- 1877 — Густав Роберт Кірхгоф
- 1878 — Густав Відеман[en]
- 1879 — Вільгельм Едуард Вебер
- 1880 — Антоніо Пачінотті
- 1881 — Еміліо Вілларі[it]
- 1882 — Августо Рігі[it]
- 1887 — Томас Алва Едісон
- 1888 — Генріх Герц
- 1894 — Джон Вільям Стретт (лорд Релей)
- 1895 — Генрі Ровланд
- 1896 — Вільгельм Конрад Рентген та Філіпп Едуард Антон фон Ленард
- 1901 — Гульєльмо Марконі
- 1903 — Альберт Абрагам Майкельсон
- 1904 — Марія Склодовська-Кюрі та П'єр Кюрі
- 1905 — Анрі Пуанкаре
- 1906 — Джеймс Дьюар
- 1907 — Вільям Ремзі
- 1908 — Антоніо Гарбассо(інші мови)
- 1909 — Орсо Маріо Корбіно[en]
- 1910 — Гейке Камерлінг-Оннес
- 1911 — Жан Батист Перрен
- 1912 — Пітер Зееман
- 1913 — Ернест Резерфорд
- 1914 — Макс фон Лауе
- 1915 — Йоганнес Штарк
- 1915 — Вільям Генрі Брегг та Вільям Лоренс Брегг
- 1917 — Антоніо Ло Сурдо[it]
- 1918 — Роберт Вільямс Вуд
- 1919 — Генрі Мозлі
- 1921 — Альберт Ейнштейн
- 1923 — Нільс Бор
- 1924 — Арнольд Зоммерфельд
- 1925 — Роберт Ендрюс Міллікен
- 1926 — Енріко Фермі
- 1927 — Ервін Шредінгер
- 1928 — Чандрасекара Венката Раман
- 1929 — Вернер Гейзенберг
- 1930 — Артур Комптон
- 1931 — Франко Разетті[en]
- 1932 — Фредерік Жоліо-Кюрі і Ірен Жоліо-Кюрі
- 1956 — Вольфганг Паулі
- 1975 — Бруно Тушек[de]
- 1978 — Абдус Салам
- 1979 — Лучано Майані[en]
- 1980 — Джан-Карло Вік
- 1982 — Рудольф Паєрлс
- 1985 — Гендрік Казімір
- 1987 — П'єр Жиль де Жен
- 1988 — Лев Борисович Окунь
- 1989 — Фрімен Дайсон
- 1990 — Джек Стейнбергер
- 1991 — Бруно Россі
- 1992 — Анатоль Абраґам
- 1993 — Джон Арчибальд Вілер
- 1994 — Клод Коен-Таннуджі
- 1995 — Лі Цзундао
- 1996 — Вольфганг Панофскі[de]
- 1998 — Орест Піччіоні[en]
- 2001 — Теодор Генш
- 2002 — Нікола Кабіббо
- 2003 — Мануель Кардона[de]
- 2004 — Давид Рюель[fr]
- 2006 — Джорджо Беллетіні[it]
- 2016 — Адальберто Джадзотто[en]
- 2017 — Марко Тавані[de]
- 2018 — Джанлуїджі Фольї(інші мови)
- 2019 — Федеріко Капассо[en]
- 2020 — Массімо Інгушіо[de]
- 2021 — Амос Марітан[en]
- 2022 — Джоселін Белл Бернелл
- 2023 — Francesco Di Martini
- 2024 — Гелен Квінн